# Icône de partage
Une icône de partage (en anglais, share icon) est une icône d'interface utilisateur permettant à un utilisateur de partager un contenu avec d'autres personnes.

## L'icône de partage

L'icône de partage

L'icône de partage la plus couramment utilisée a été introduite en 2006. Elle est connue sous le nom d'icône de partage. Elle a été produite par le développeur WordPress Alex King pour ShareThis (en) et elle est disponible sous quatre licences: la licence GPL Share-Alike, la licence GNU LGPL, la licence BSD permissive et la licence Creative Commons,.

## L'icône de partage libre

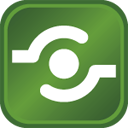
L'icône de partage libre

L'icône de partage libre (ou l'icône Shareaholic) est conçu pour aider les utilisateurs à identifier facilement le contenu partageable. L'icône vise à transmettre l'acte de partager visuellement en représentant une main qui passe un objet à une autre main, tout en représentant un œil signifiant regarder cela.
L'icône a été conçue par la société Shareaholic et mise à disposition sous une licence de partage Creative Commons share-alike, avec la restriction qu'une « attribution claire et un lien hypertexte vers cette page dans un emplacement bien visible près de l'image est nécessaire ».
L'icône de partage libre est soutenue par Ken Rossi (créateur des icônes OPML largement utilisées) et Bruce McKenzie (icônes GeoTag). Elle est utilisée par des centaines de sites web et d'applications, incluant SmugMug (en), l'extension Shareaholic de Firefox, Wikia, NetworkWorld, Weather Underground, l'Université Princeton et Google. Elle est également proposée dans le répertoire d'extensions Mozilla.

## Apple
Apple utilise aussi dans plusieurs de ses produits une icône d'interface utilisateur appelée icône de partage. C'est une boîte avec une flèche qui sort de la boîte et se dirige vers la droite. Cette icône est utilisée sur plusieurs produits Apple :
- dans iWork d'iOS, pour partager des travaux sur iWork.com (en) ;